# Дурново (Омская область)
Дурново — деревня в Муромцевском районе Омской области России. Входит в состав Мысовского сельского поселения .

## История
В 1928 году состояла из 72 хозяйств, основное население — русские. Центр Дурновского сельсовета Муромцевского района Тарского округа Сибирского края.

## Население
| 1926 | 2010 |
| ---- | ---- |
| 1152 | ↘493 |